# Вирде, Майя
Майя Вирде (швед. Maja Wirde, полное имя Sigrid Maria (Maja) Wirde; 1873—1952) — одна из ведущих шведских художниц по текстилю первой половины XX века.

## Биография
Родилась 14 ноября 1873 года в местечке Рамквилла провинции Смоланд, в семье священника Карла Августа Андерссона и его жены Каролины, урождённой Сандберг; была одной из восьми детей в их семье. В детстве семья Майи переехала в Карлскруну, а затем в Альгуцбоду.
Искусством увлеклась с ранних лет. Училась в ремесленной школе Констфак в Стокгольме, намереваясь стать учителем рисования. Во время учёбы ездила в учебные поездки в Англию (в 1898 и 1901 годах), а также Италию (1902 год). По окончании учебного заведения, преподавала рисунок в стокгольмских школах. С 1908 года начала работать дизайнером по текстилю в школе Handarbetets vänner, где проработала следующие двадцать лет. В числе её коллег были художники по текстилю Майя Шёстрём, Карин Вестберг и Агда Остерберг.
Майя Вирде создала ряд текстильных работ для церквей, в том числе для алтарного антепендиума в Лундском кафедральном соборе, которая была представлена в 1909 году на художественно-промышленной выставке в Стокгольме. Среди других её важных работ — самый большой ковер (11 на 4 метра) для новой ратуши Стокгольма (1915) и текстиль для трансатлантического лайнера «Кунгсхольм» (1928).

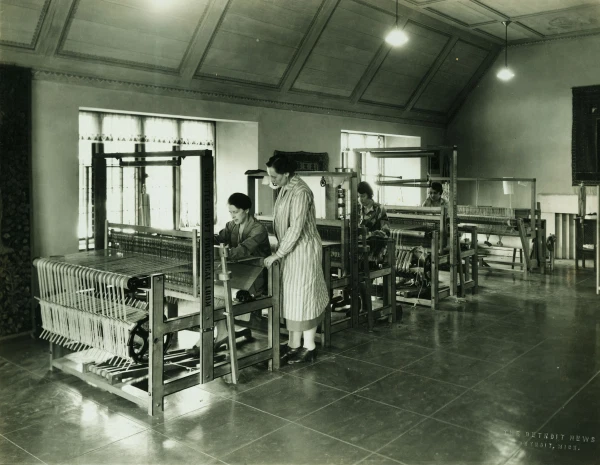
Майя Вирде в Детройте

В 1929 году Вирде переехала в Детройт, где она проектировала текстиль для Образовательного сообщества Крэнбрука и руководила ткацкой мастерской на предприятии, основанном женой Элиэля Сааринена — Лойей, которая нанимала ткачей только из Швеции. Продукция предприятия считалась исключительно высококачественной. В частности здесь были выполнены ковры, шторы и текстильная мебель для недавно построенной школы Kingswood School. В 1933 году Майя Вирде вернулась в Швецию, так как студия Крэнбрук была закрыта во время Великой депрессии.
Поселившись в родном ей Альгуцбоде, вместе с художником по текстилю Сигрид Синнергрен она основала компанию Södra Sveriges Kyrkliga Textil, где производились текстильные изделия для церквей в Скании и Смоланде. Добротные яркие ткани пользовались таким высоким спросом, что в компании работало около 20 вышивальщиц и ткачих. Выпускаемая продукция включала антепендиумы, казулы, другие алтарные ткани и ковры.
Работы Майи Вирде экспонировались на Балтийской выставке в 1914 году, Гётеборгской выставке в 1923 году и Стокгольмской выставке в 1930 году. Также она участвовала в групповых выставках в Париже, Санкт-Петербурге и Чикаго. Произведения Вирде находятся в Смоландском музее и Национальном музее Швеции в Стокгольме.
Умерла 11 февраля 1952 года в Альгуцбоде.